# 库奈特拉省
库奈特拉省（阿拉伯语：‎）是敘利亞西南部的一個省，西鄰以色列，西北鄰黎巴嫩，南鄰約旦。面積1,861平方公里，2005年估計人口71,000人。首府库奈特拉。库奈特拉省大部自1967年以来一直由以色列控制（参见：戈兰高地）。

## 辖区
库奈特拉省下分2区：
1. 弗克区，首府弗克。
2. 库奈特拉区，首府库奈特拉。